# Момак и девојке
Moмак и девојке је српска филмска комедија из 2023. године у режији Ивице Видановића.
Претпремијерно је приказан у оквиру 5 Сомборског филмског фестивала. 
Премијера филма је одржана на 47 издању фестивала филмског сценарија у Врњачкој Бањи.

## Радња
Младом кошаркашком тренеру, бившем великом кошаркашу, живот се преокренуо у дану.
Брат из Босне, долази му у наводну посету, а заправо му доводи, и оставља на чување петогодишњу ћерку.
Предан спорту, и вешто избегавајући љубавну одговорност суочава се са изазовима родитељства, али на тај начин упознаје младу заносну васпитачицу.
И како то бива, живот му донесе избор између велике каријере као помоћног тренера репрезентације, и тада мора да бира између љубави и успеха...

## Улоге
| Глумац             | Улога           |
| ------------------ | --------------- |
| Тамара Алексић     | Јована          |
| Рок Радиша         | Саша            |
| Инес Петровић      | Анђела          |
| Зоран Цвијановић   | Деда            |
| Јово Максић        | Јованин отац    |
| Љубиша Милишић     | чика Драго      |
| Милан Тошић        | Стеван          |
| Златан Видовић     | Ђура            |
| Раде Перовић       | Давид           |
| Бојан Колопић      | Никола          |
| Тимеа Фулоп        | Илона           |
| Жељко Еркић        | Баја            |
| Данина Мигел       | Соња            |
| Марко Јовичић      | полицајац       |
| Милена Даутовић    | продавачица 1   |
| Срђан Кнер         | тренер          |
| Софија Ристић      | продавачица 2   |
| Андреа Милиновић   |                 |
| Кристина Вујиновић | власница ергеле |
| Хелена Ђуровић     | новинарка       |
| Велимир Лукић      |                 |
| Слободан Савић     |                 |